# A. M. Dow
A. M. Dow war ein US-amerikanischer Hersteller von Automobilen.

## Unternehmensgeschichte
A. M. Dow stellte ursprünglich elektrische Teile wie Spulen her. Dafür warb er national und nahm an Automobilausstellungen teil. 1905 stellte er ein Fahrzeug für den Eigenbedarf her. Das Fahrzeug wurde für gut befunden, es erregte Aufmerksamkeit und sorgte für Nachfrage. Daraufhin stellte Dow weitere Automobile her, die als Dow vermarktet wurden. Die Produktion endete entweder 1905 oder etwa 1906.
1907 waren in Massachusetts noch acht Fahrzeuge dieser Marke registriert.

## Fahrzeuge
Das Fahrgestell stammte von A. O. Smith, der Vierzylindermotor von der Trebert Gas Engine Company und die Reifen von Michelin. Der Aufbau war ein Roi-des-Belges.